# Mureș (županija)
Mureș (mađarski: Maros) je županija (județ) u Transilvaniji u Rumunjskoj. Njeno administrativno središte je grad Târgu Mureș.

## Susjedne županije
- Harghita (prema istoku)
- Alba i Cluj (prema zapadu)
- Bistriţa-Năsăud i Suceava (prema sjeveru)
- Sibiu i Brașov (prema jugu)

## Demografija
U 2002. županija Mureș imala je 580.851 stanovnika. Gustoća naseljenosti bila je 86,5/km².
Po etničkoj pripadnosti:
- Rumunji - 53,26% (309.375 žitelja)[1]
- Mađari - 39,3% (228.275 žitelja)
- Romi - 6,95% (40.425 žitelja)
- Nijemci - 0,35% (2.045 žitelja)

Po vjerskoj pripadnosti:
- rumunjski pravoslavci -  53,3%
- reformirani (kalvinisti) - 27%
- rimokatolici - 9,5%
- ostali - 0,5%

| Godina | Broj stanovnika županije |
| ------ | ------------------------ |
| 1948.  | 461.403                  |
| 1956.  | 513.261                  |
| 1966.  | 561.598                  |
| 1977.  | 605.345                  |
| 1992.  | 610.053                  |
| 2002.  | 580.851                  |

- Etnički zemljovid županije Mureş u Rumunjskoj, popis iz 1992. godine.
- Etnički zemljovid županije Mureş u Rumunjskoj, popis iz 2002. godine.

## Zemljopis
Cjelokupna površina županije Mureş iznosi 6.714 km².
Sjeveroistočni dio županije sastoji se od planinskih odnosno brdovitih krajeva koji pripadaju Unutrašnjim Istočnim Karpatima. Većina teritorija županije dio je Transilvanijskog bazena.
Najvažnija rijeka koja prolazi kroz županiju je rijeka Mureş. Ostale rijeke su Târnava Mică i Târnava Mare (pritoke Mureşa). 

## Gospodarstvo
Glavne industrijske grane županije su:
- drvna industrija
- prehrambena industrija
- tekstilna industrija
- staklena i keramička industrija
- proizvodnja građevnog materijala
- proizvodnja muzičkih instrumenata

Županije Mureş i Sibiu daju oko 50% ukupnog zemnog plina proizvedenog u Rumunjskoj. Također postoji proizvodnja soli.

## Turizam
Glavne turističke destinacije u županiji Harghita su:
- Srednjovjekovni centar grada Sighişoare
- stari grad grada Târgu Mureşa
- Sovata (toplice)
- planine Calimani - Gurghiu
- grad Reghin

## Administrativna podjela
U županiji ima 5 municipija (municipiu), 7 gradova (oraş) i 91 općine (comuna).

### Municipiji
- Târgu Mureş (Marosvásárhely)
- Sighişoara (Segesvár)
- Reghin (Szászrégen)
- Târnăveni (Dicsőszentmárton)

### Gradovi
- Iernut (Radnót)
- Luduş (Marosludas)
- Sovata (Szováta)
- Miercurea Nirajului (Nyárádszereda)
- Sărmaşu (Nagysármás)
- Sângeorgiu de Pădure (Erdőszentgyörgy)
- Ungheni (Nyárádtő)

(Mađarski nazivi u zagradama).

### Općine
| - Acăţari - Adămuș - Albești - Aluniș - Apold - Aţintiș - Bahnea - Band - Batoș - Băgaciu - Băla - Bălăușeri - Beica de Jos - Bichiș | - Bogata - Brâncovenești - Breaza - Ceuașu de Câmpie - Cheţani - Chiheru de Jos - Coroisânmărtin - Cozma - Crăciunești - Cucerdea - Cuci - Daneș - Deda - Eremitu | - Ernei - Fântânele - Fărăgău - Gălești - Gănești - Gheorghe Doja - Ghindari - Goldeni - Gornești - Grebenișu de Câmpie - Gurghiu - Hodac - Hodoșa - Ibănești | - Iclănzel - Ideciu de Jos - Livezeni - Lunca - Lunca Bradului - Măgherani - Mica - Miheșu de Câmpie - Nadeș - Neaua - Ogra - Papiu Ilarian - Pănet - Păsăreni | - Petelea - Pogăceaua - Râciu - Răstoliţa - Rușii-Munţi - Sâncraiu de Mureș - Sângeorgiu de Mureș - Sânger - Sânpaul - Sânpetru de Câmpie - Sântana de Mureș - Saschiz - Solovăstru - Stânceni | - Suplac - Suseni - șăulia - șincai - Tăureni - Valea Largă - Vânători - Vărgata - Vătava - Veţca - Viișoara - Voivodeni - Zagăr - Zau de Câmpie |

## Vanjske poveznice
Mureş Info
Mureş online